# Siergiej Markarow
Siergiej Nikołajewicz Markarow (ur. w 1953 r. w Baku) – rosyjski pianista.

## Życiorys
Studiował w klasie fortepianu w Petersburskim Konserwatorium im. Nikołaja Rimskiego-Korsakowa pod kierunkiem profesorów: Pawła Sieriebriakowa oraz Nikity Jużanina. Po ukończeniu konserwatorium w 1977 roku, kontynuował naukę w Państwowym Konserwatorium im. Czajkowskiego w Moskwie. Dyplom uzyskał w 1982 roku. Wkrótce po tym Markarow rozpoczął serię koncertów fortepianowych w byłych republikach radzieckich a także w Moskwie, Petersburgu, Samarze i innych większych miastach ZSRR. Występował z Państwową Orkiestrą Symfoniczną ZSRR i Samarską Orkiestrą Symfoniczną.
W roku 1988 w ramach programu wymiany kulturalnej, został zaproszony do Paryża przez Conservatoire National Superieur de Musique.
W latach 1988–93 zachwycał publiczność jak i krytyków muzycznych na licznych koncertach we Francji, Polsce, Finlandii, Hiszpanii, Belgii, Bułgarii, Niemczech, Austrii, Andorze, Luksemburgu, Chinach, Chorwacji, Serbii, Japonii, Korei Południowej, i Stanach Zjednoczonych.
Od 1993 roku koncertuje w najbardziej prestiżowych salach koncertowych w Europie. Jest także członkiem jury kilku międzynarodowych konkursów, ponadto wykłada w Ecole Normale de Musique de Paris oraz w Jacques Ibert Conservatoire de Paris.

## Nagrody i wyróżnienia
- Pierwsza nagroda Konserwatorium Rimskiego-Korsakowa w Petersburgu
- Pierwsza nagroda na Alessandro Casagrande International Piano Competition – 1982
- W 2002 roku uhonorowany tytułem Artysty UNESCO na rzecz Pokoju za wsparcie programów promujących ideę pokoju i tolerancji.
- W marcu 2005 roku został mianowany radcą Ministerstwa Kultury i Komunikacji Masowej Federacji Rosyjskiej.
- W 2006 roku otrzymał honorowy tytuł Narodowego Artysty Republiki Północnej Osetii-Alanii
- Medal Rządu Francji za zasługi
- Honorowa odznaka Ministerstwa Spraw Zagranicznych Federacji Rosyjskiej